# 市島站

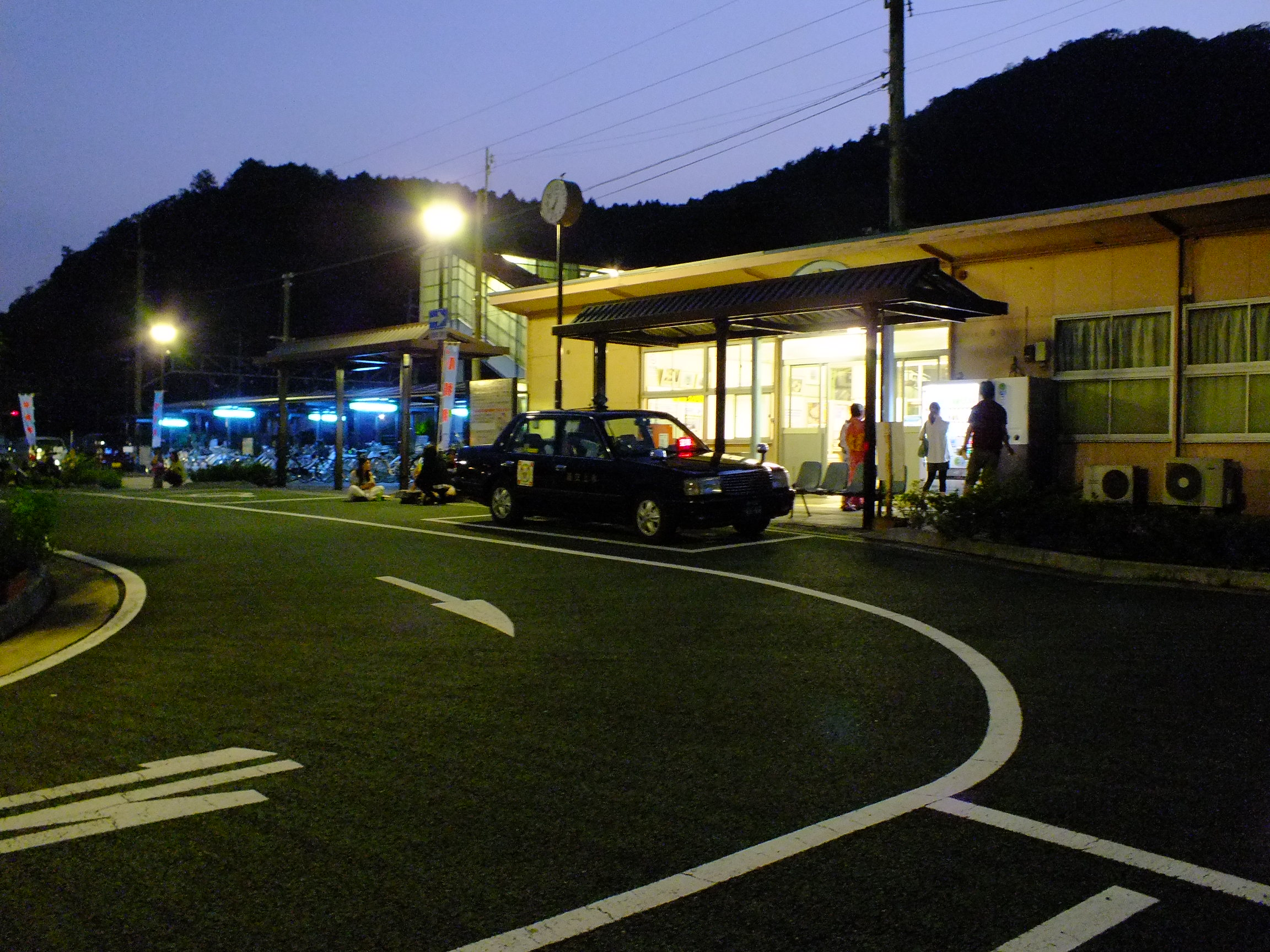
市島川裾祭當日晚上的市島站(2014年7月)

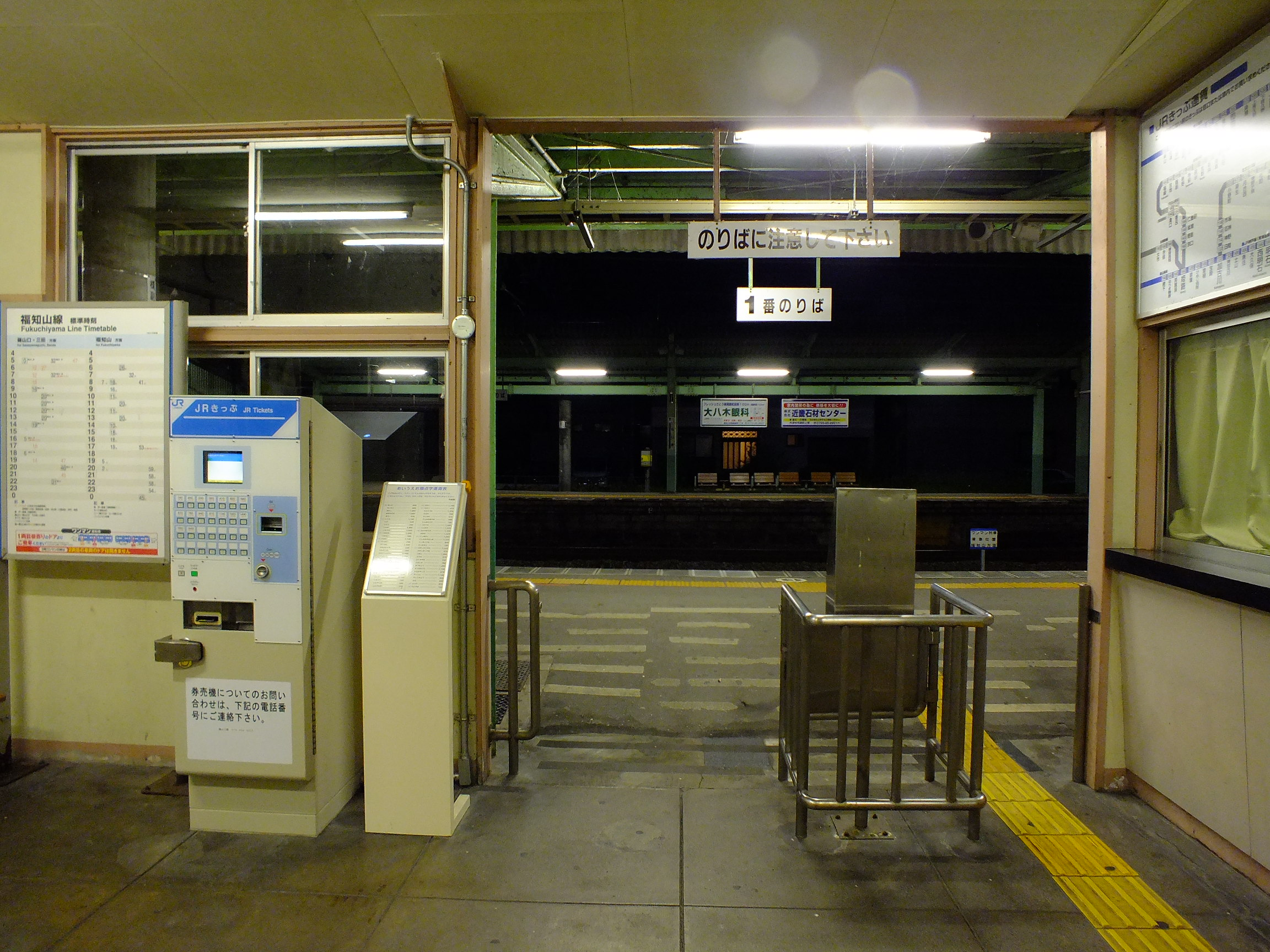
市島站閘口(2014年7月)

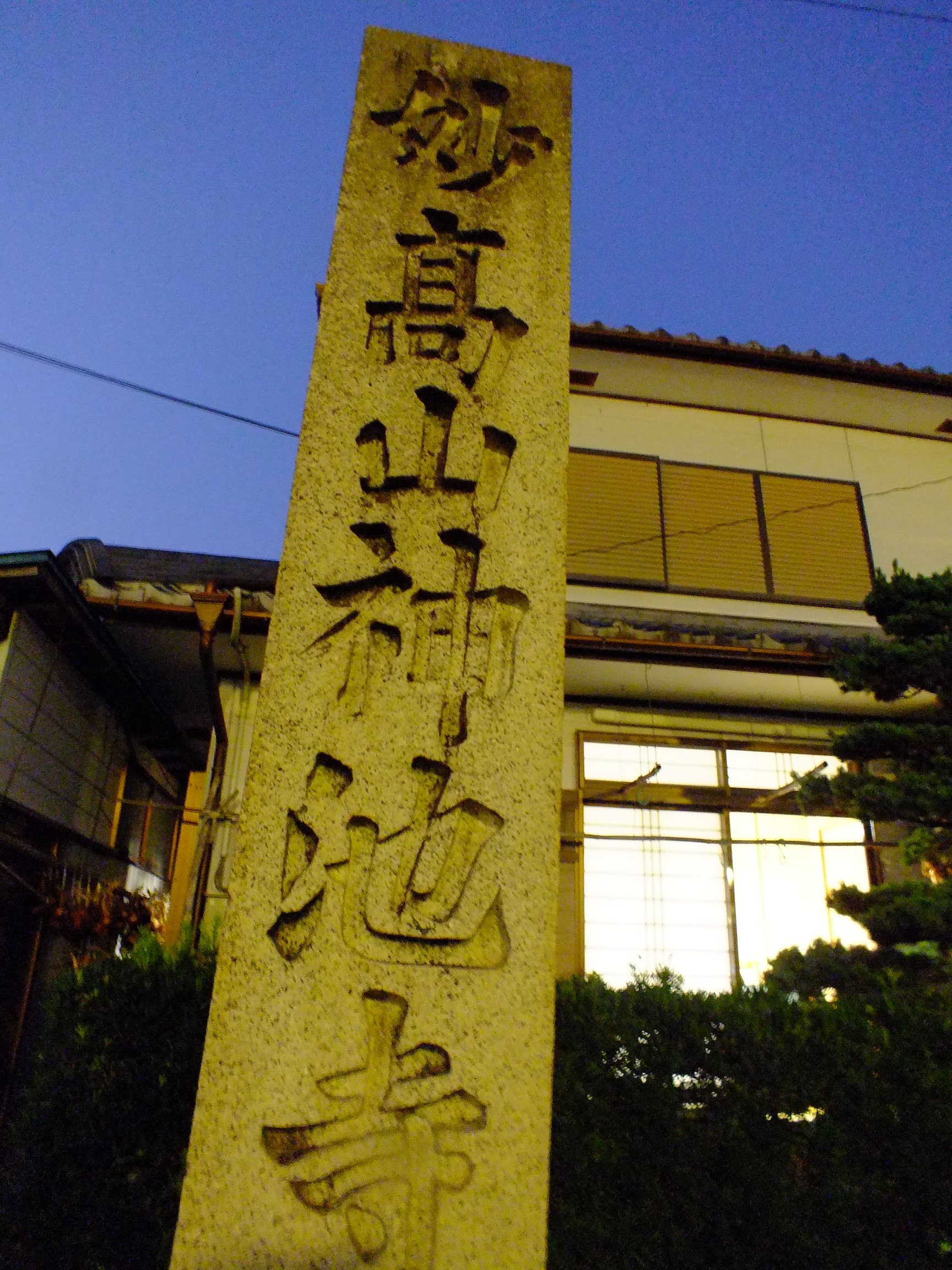
站前已建成的神池寺石碑(2014年7月)

市島站（日语：／ Ichijima eki */?）是位於兵庫縣丹波市市島町市島字姥田117番1號，西日本旅客鐵道（JR西日本）的福知山線車站。

## 歷史
- 1899年（明治32年）7月15日 - 阪鶴鐵道 柏原站至福知山南口站（後來為福知站，現已廢止）開通，此站啟用[1]。開始提供旅客和貨運服務。
- 1907年（明治40年）8月1日 - 根據鐵道國有法（日语：鉄道国有法），阪鶴鐵道被國有化，成為帝國鐵道廳車站。
- 1909年（明治42年）10月12日 - 制定路線名稱，此站成為阪鶴線車站。
- 1912年（明治45年）3月1日 - 阪鶴線福知山站以南區間改名為福知山線，此站成為福知山線車站。
- 1957年（昭和32年） - 翻新車站大樓[1]。
- 1973年（昭和48年）4月1日 - 結束貨物起卸業務。
- 1987年（昭和62年）4月1日 - 伴隨國鐵分割民營化，車站由西日本旅客鐵道（JR西日本）營運。
- 1992年（平成4年）4月1日 - 篠山口鐵道部（日语：篠山口鉄道部）成立，並開始管轄此站。
- 2009年（平成21年）6月1日 - 隨著篠山口鐵道部廢止，此站回復由福知山分社（日语：西日本旅客鉄道福知山支社）管轄，由篠山口站管理此站。
- 2021年(令和3年）春天（預定） - 此站可使用IC卡「ICOCA」。

## 車站構造
車站是一座地面車站，設有2面2線的相對式月台，可進行列車交會。閘外設有男女濕廁和多用途廁所。
車站大樓位於車站東南方的1號月台側，兩月台之間設有跨線橋連接連接，該橋位於月台南端。
此站是由篠山口站管理的簡易委託車站，委托了丹波市負責車站業務。櫃臺的營業時間由上午7時至下午16時30分（但是，車票發售時間至下午4時20分）。此站設有POS終端。在2021年春天，此站預計可以使用ICOCA等交通系IC卡。

### 月台
| 月台 | 路線     | 上下行 | 方向             | 備註               |
| ---- | -------- | ------ | ---------------- | ------------------ |
| 1    | 福知山線 | 上行   | 篠山口、三田方向 | 篠山口、三田方向   |
| 1    | 福知山線 | 下行   | 福知山方向       | 原則上使用此月台   |
| 2    | 福知山線 | 下行   | 福知山方向       | 部分列車使用此月台 |

2號月台為上下本線和一線通過結構，特急列車基本上通過2號月台。
不需進行列車交會的上下行普通列車和快速會停靠1號月台。當普通、快速進行列車交會時，篠山口、大阪方向的上行列車會停靠1號月台，福知山方向的下行列車會停靠2號月台。

## 班次
在日間，每1小時設有1班普通列車停站。普通列車會以篠山口站為起終點站。在早上和晩上設有來往大阪站的丹波路快速列車。
曾經此站為特急『北近畿』停車站，在2011年（平成23年）3月12日時間表修正後不再停靠。

## 使用狀況
根據「兵庫縣統計書」，以下為近年1日平均乘車人次列表。
| 年度   | 1日平均 乘車人次 |
| ------ | ---------------- |
| 1999年 | 361              |
| 2000年 | 360              |
| 2001年 | 352              |
| 2002年 | 324              |
| 2003年 | 295              |
| 2004年 | 289              |
| 2005年 | 305              |
| 2006年 | 303              |
| 2007年 | 297              |
| 2008年 | 280              |
| 2009年 | 269              |
| 2010年 | 257              |
| 2011年 | 248              |
| 2012年 | 267              |
| 2013年 | 275              |
| 2014年 | 247              |
| 2015年 | 243              |
| 2016年 | 239              |

## 車站周邊
在國道上設有住宅區和廣大田園。

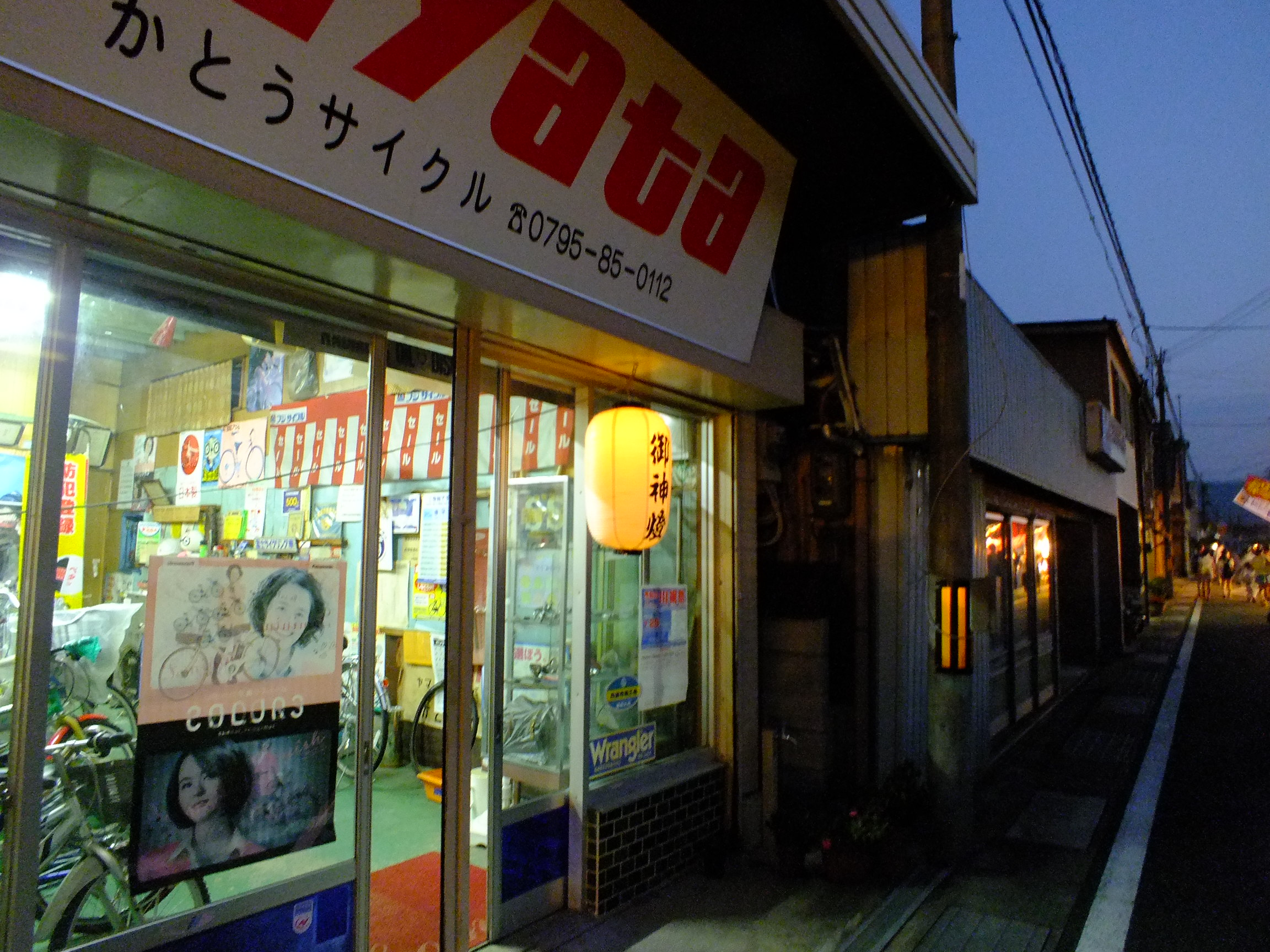
站前通

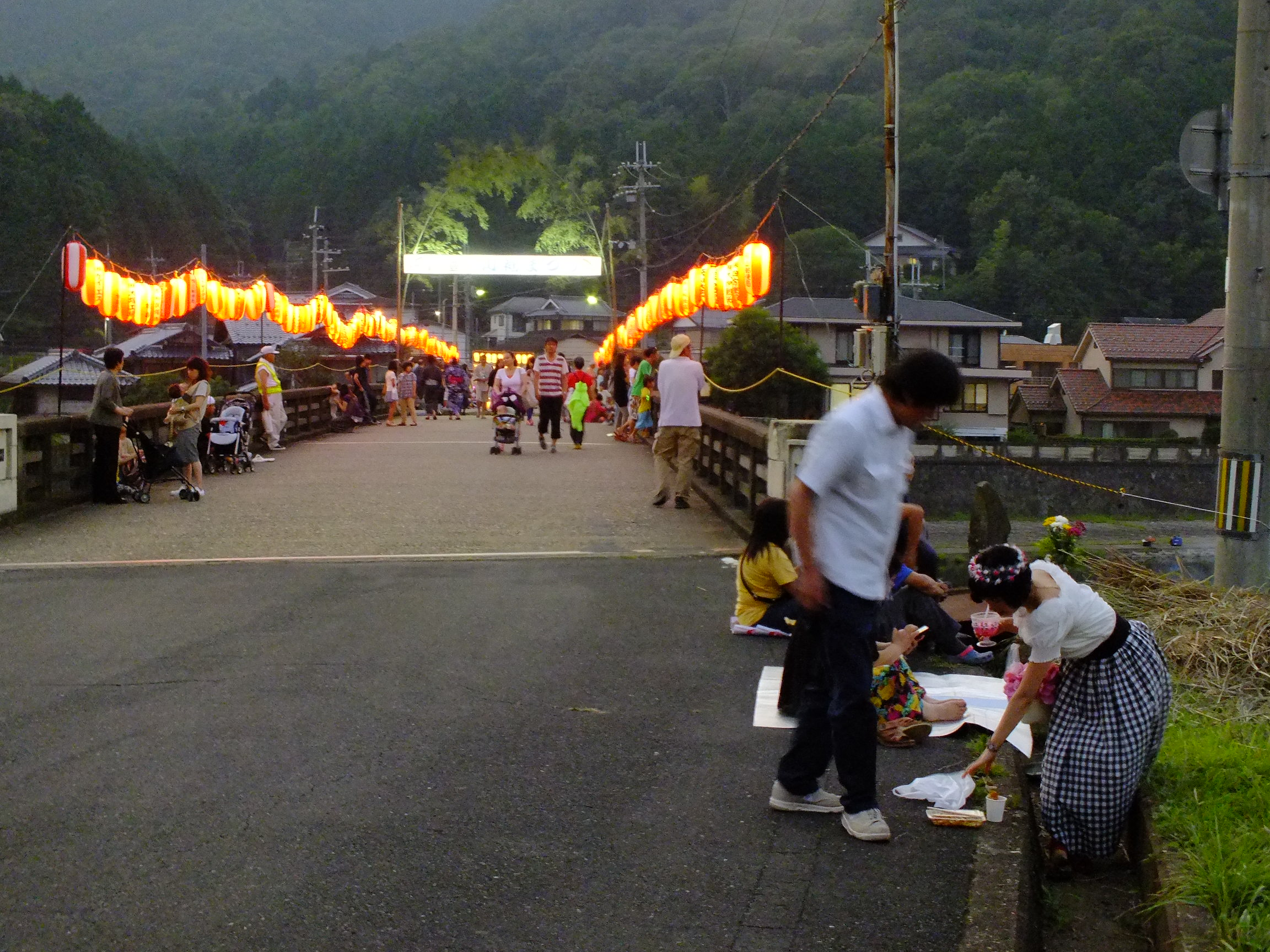
毎年7月舉行的川裾祭

- 丹波市政廳市島分所（前市島町（日语：市島町）公所）
- 藤野公民館
- 丹波警署（日语：丹波警察署） 市島駐在所
- 市島郵局
- 丹波市立Lifepia市島（日语：丹波市立ライフピアいちじま）
  - 丹波市立市島圖書館（日语：丹波市立図書館#市島図書館）
- 丹波市立吉見小學
- 神池寺
- 三塚史蹟公園
- 白毫寺（日语：白毫寺 (丹波市)）
- 國道175號（日语：国道175号）
- 兵庫縣道138号追入市島線（日语：兵庫県道138号追入市島線）
- 竹田川（日语：竹田川 (兵庫県・京都府)）

## 巴士路線
- 曾經此站設有行走於丹波市舊市島町東部的鴨庄地區內，途經丹波市政廳分所、農協、郵局、超級市場和醫院等的巡回巴士「鴨庄親睦巴士」。該巴士設有兩條路線，各有1往返班次。在除了假日和年尾年頭外，逢星期一、三、五提供服務。現已停駛，轉為預約制共乘巴士「需求的士」（在丹波市居住的長者和殘障人士在登記後可以使用）。
  - 在1950年代～70年代中期曾經設有中丹交通巴士路線，行走此區與鄰接的京都府三和町（現時：福知山市）蘆淵。

## 相鄰車站
西日本旅客鐵道（JR西日本）
 福知山線
■丹波路快速、■普通
黑井－市島－丹波竹田

## 注腳
1. 1 2 3 4 5 6 7 8 9 10 11  . 神戸新聞総合出版センター. 2011-12-15: 124. ISBN 9784343006028 （日语）.
2. ↑  西日本旅客鐵道福知山分社新聞稿 2010年12月17日

## 外部連結
- 市島｜車站資訊：JR出門網 - 西日本旅客鐵道（日語）